# Narząd Zuckerkandla
Narząd Zuckerkandla, ciałka przyzwojowe aortalne, ciała przyzwojowe sympatogenne – drobne skupiska tkanki neuroendokrynnej, leżące na brzuszno-bocznej powierzchni aorty brzusznej, po obu jej stronach, na wysokości odejścia tętnicy krezkowej dolnej (L3). Położone są zaotrzewnowo. Ich funkcją jest produkcja amin katecholowych, w czym przypominają rdzeń nadnerczy. Mają kształt cylindryczny lub wrzecionowaty, pionowo wydłużony. Jako pierwszy opisane przez Emila Zuckerkandla.
Ciała przyzwojowe zanikają, począwszy od okresu pokwitania, zaś po 40. roku życia zanikają całkowicie.